# Браун, Элеонора
Элеонора Браун (итал. Eleonora Brown; род. 22 августа 1948, Неаполь) — итальянская актриса, наиболее известная своей дебютной ролью в фильме «Чочара».

## Биография

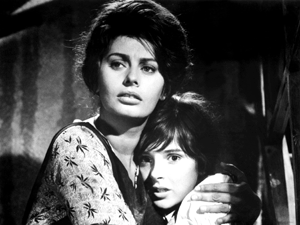
Элеонора Браун и Софи Лорен в фильме «Чочара»

Элеонора Браун родилась в Неаполе в 1948 году. Её мать была итальянкой, а отец — американцем. Он работал в Международном комитете Красного Креста в Италии после Второй мировой войны. В детстве Элеонора хотела стать астрономом. Она посещала американскую школу и плохо знала итальянский язык.
Элеонора дебютировала в кино в 1960 году в 11-летнем возрасте. Она исполнила роль Розетты, дочери персонажа Софи Лорен, в фильме «Чочара». Изначально режиссёр Витторио Де Сика искал на роль Розетты девушку постарше, однако бабушка Элеоноры всё равно взяла её на прослушивание, чтобы она познакомилась с Лорен. Сика сразу же утвердил Браун на роль. По воспоминаниям актрисы, она была такой юной, что во время съёмок сцены изнасилования не понимала, что происходит. Режиссёр солгал, что её родители погибли в автокатастрофе в США, чтобы заставить её заплакать. Лорен всячески опекала Элеонору и помогла с изучением языка. Картина имела огромный успех и удостоилась многих наград. Браун стала кинозвездой.
После успеха «Чочары» Браун снялась в ещё нескольких кинолентах 1960-х годов, таких как «Моряк из Гибралтара», «Тигр» и «Смертный приговор». В 1961 году она появилась в комедии Де Сики «Страшный суд». Режиссёр хотел снимать актрису во всех своих фильмах.
В 19-летнем возрасте Браун решила завершить карьеру в кино, однако продолжала заниматься дубляжом фильмов на итальянском и английском языках на протяжении ещё 20 лет. Она окончила Университет Джона Кабота в Риме по направлению бизнес и экономика. Впоследствии работала переводчиком в Парламенте Италии, вышла замуж. В 2018 году, спустя 50 лет после завершения актёрской карьеры, Браун снялась в фильме Un amore così grande.

## Фильмография
| Год  |   | Русское название      | Оригинальное название      | Роль     |
| ---- | - | --------------------- | -------------------------- | -------- |
| 1960 | ф | Чочара                | La Ciociara                | Розетта  |
| 1961 | ф | Страшный суд          | Il giudizio universale     | Джованна |
| 1964 | ф | Любовь моя            | Amore mio                  | Нора     |
| 1966 | ф | Война банд            | La battaglia dei Mods      | Мартина  |
| 1967 | ф | Моряк из Гибралтара   | Il marinaio del Gibilterra | Карла    |
| 1967 | ф | Тигр                  | Il Tigre                   | Луизелла |
| 1968 | ф | Смертный приговор     | Sentenza di morte          | Салли    |
| 1968 | ф | Голая... если мертвая | Nude... si muore           | Люсилль  |
| 2018 | ф |                       | Un amore così grande       | Хелен    |